# René Higuita
José René Higuita Zapata (Medellín, 1966. augusztus 27. –) kolumbiai válogatott labdarúgó. Az egyik legöntörvényűbb és legőrültebb hálóőrként tartják számon.
Kapus létére nagyon sok gólt szerzett pályafutása során. Szabadrúgásgóljaival elkápráztatta a közönséget, a kapuban parádés védései mellett éles meccsen is bemutatta a „skorpiórúgást”, azaz a kapujára tartó labdát kézállásba ugorva a lábával védte ki.

## Pályafutása
Karrierje során rengeteg csapatban megfordult. Profi pályafutását a kolumbiai Millonariosban kezdte 1985-ben. Az Atlético Nacional színeiben szerepelt a legtöbb alkalommal pályafutása során, és ezzel a klubbal sikerült elhódítania a Libertadores-kupát 1989-ben.
A kolumbiai labdarúgó-válogatottban 1987-ben mutatkozhatott be. Összesen 68 mérkőzésen szerepelt a nemzeti csapatban, és ezen találkozókon 3 gólt szerzett. Az 1990-es labdarúgó-világbajnokságon a Kamerun elleni nyolcaddöntő hosszabbításában, saját térfelének a közepén addig próbált cselezgetni, amíg a kameruni Roger Milla elvette tőle a labdát, s betalált az üres kapuba. Kamerun 2-1-re nyert, Kolumbia pedig kiesett. A média és a szurkolók rögvest kitalálták az El Loco becenevet René számára, ami annyit jelent: Az Őrült.
Higuita skorpiórúgását 1995 szeptemberében a Wembley Stadionban mutatta be. Anglia vendégeként a kolumbiai kapuban így hárította Jamie Redknapp lövését. Ezt a jelenetet később, 2002-ben a Channel 4 által megválasztott 100 legszebb sportmozzanat közé is beválogatták.
Azonban nem csak káprázatos védéseiről és hajmeresztő megoldásairól volt híres. Hírhedtté vált kábítószeres kapcsolatai és fogyasztása miatt is. Jóban volt a medellíni drogbáróval, Pablo Escobarral, és 1993-ban egy, a drogkartell által szervezett gyermekrablásba keveredett bele. Ő kézbesítette az óvadékot, és mivel segítségéért 64 ezer dollárt kapott, elítélték. Hét hónapot töltött börtönben, aminek következtében lemaradt az 1994-es labdarúgó-világbajnokságról. 2004-ben pedig kokainhasználat miatt bukott le ecuadori csapatánál.

## Díjai, sikerei

### Klubcsapat
Atlético Nacional
- Libertadores-kupa: 1989, 1995 (2. hely)
- Copa Interamericana: 1990, 1995
- Kolumbiai bajnokság (2): 1991, 1994

### Válogatott
Copa América: 1991, 1995: 3. hely

## Kapcsolódó szócikk
- Doppingvétség miatt eltiltott sportolók listája